# Puccinia benguetensis
Puccinia benguetensis ist eine Ständerpilzart aus der Ordnung der Rostpilze (Pucciniales). Der Pilz ist ein Endoparasit von  Microstegium-Arten. Symptome des Befalls durch die Art sind Rostflecken und Pusteln auf den Blattoberflächen der Wirtspflanzen. Sie besitzt ein Verbreitungsgebiet, das sich über weite Teile Ostasiens erstreckt.

## Merkmale

### Makroskopische Merkmale
Puccinia benguetensis ist mit bloßem Auge nur anhand der auf der Oberfläche des Wirtes hervortretenden Sporenlager zu erkennen. Sie wachsen in Nestern, die als gelbliche bis braune Flecken und Pusteln auf den Blattoberflächen erscheinen.

### Mikroskopische Merkmale
Das Myzel von Puccinia benguetensis wächst wie bei allen Puccinia-Arten interzellulär und bildet Saugfäden, die in das Speichergewebe des Wirtes wachsen. Die Aecien der Art sind bislang nicht bekannt. Die zimtbraunen Uredien wachsen unterseitig auf den Blättern des Wirtes. Ihre ebenfalls zimtbraunen Uredosporen sind eiförmig bis ellipsoid, 23–30 × 19–22 µm groß und fein stachelwarzig. Die Telien der Art sind schwarzbraun, offenliegend und kompakt. Die haselnussbraunen Teliosporen sind zweizellig, eiförmig bis ellipsoid und 24–33 × 18–21 µm groß; ihre Stiele sind gelbbräunlich und bis zu 40 µm lang.

## Verbreitung
Das bekannte Verbreitungsgebiet von Puccinia benguetensis umfasst Teile Chinas, Taiwan sowie die Philippinen.

## Ökologie
Die Wirtspflanze von Puccinia benguetensis sind Arten der Gattung Microstegia. Der Pilz ernährt sich von den im Speichergewebe der Pflanzen vorhandenen Nährstoffen, seine Sporenlager brechen später durch die Blattoberfläche und setzen Sporen frei. Die Art verfügt anscheinend über einen Entwicklungszyklus mit Telien und Uredien, der ohne Wirtswechsel auskommt; Spermogonien und Aecien fehlen offenbar.